# 1851年大西洋飓风季
1851年大西洋飓风季是大西洋热带气旋正式数据库中的第一个大西洋飓风季。全季经确认共形成六个热带气旋，其中第一个于6月25日形成，最后一个在10月19日消散，都在大西洋盆地每年绝大多数热带天气活动的时间范围内，不过本季没有任何两场风暴在同一时间共存。六个气旋中有两个路径已无从考证，只能确认风暴曾在某位置经过。
除确认的六场风暴外，本季可能还有另外两场飓风存在，一个曾在坦皮科附近，另一个在牙买加附近，但两者均未纳入大西洋飓风正式数据库。此外，本季可能还有其他未经确认的热带气旋存在。气象学家克里斯托弗·朗诗估计，正式数据库中记载的每年风暴数量有可能比实际情况少零至六场，这主要是因为过去缺乏包括气象卫星在内的现代观测手段，部分热带气旋规模不大，同时船只观测记录不足，沿海地区居住的人口较少，部分风暴也没有直接对陆地构成显著影响。

## 季度总结
本季确认存在的六个热带气旋中有五个对陆地构成影响，其中三个登陆时仍有飓风强度，即持续风速达到每小时119公里。第一个热带气旋以飓风强度吹袭德克萨斯州，造成中到重度破坏，马塔哥达湾（Matagorda Bay）的航运所受影响特别严重。风暴间接导致一人死亡，另有至少两人受伤。
第四号飓风是本季最致命且最强烈的风暴，同时也是1870年前持续时间最长的飓风之一，气旋从小安的列斯群岛以东经过，穿越大安的列斯群岛和美国东南部后最终在纽芬兰岛附近失去踪影。风暴以持续风速每小时185公里强度袭击佛罗里达州巴拿马城附近，导致至少23人死亡，其中五人是在灯塔被毁时丧生。气旋沿途有大量房屋毁坏，特别是佛罗里达州西北狭长地带灾情严重。
本季另有一场飓风袭击坦皮科附近并造成重大破坏，最后一场热带风暴还曾登陆罗德岛州，但当地损失情况不明。7月上旬，小安的列斯群岛受到热带风暴影响，还有热带风暴在北卡罗莱纳州东南方向海域持续三天几乎没有移动。

## 风暴

### 第一号飓风
6月25日，德克萨斯州自由港（Freeport）东南方向约120公里海域出现小规模飓风，风速达到每小时150公里。气旋向西移动，以接近最高强度从马塔哥达湾附近上岸，估计中心最低气压为977毫巴（百帕）。由于观测数据不足，气象机构只能估计风暴登陆时的强度达到现代萨菲尔-辛普森飓风等级下的二级飓风标准。气旋转向西北并缓慢减弱，登陆24小时后，今梅迪纳县境内阵风依然有飓风强度。估计风暴于6月28日清晨在德克萨斯州中部上空消散。
飓风对沿途构成重大破坏，一度被称为当地有纪录以来最重大的风暴灾难。狂风把拉瓦卡港所有的码头和大量房屋一起摧毁，马塔戈达岛的淡水供应遭海水污染，马塔哥达湾的航运遭受沉重打击。气旋继续深入内陆并降下小到中雨，其中科珀斯克里斯蒂降雨量最高，约有75毫米，今拉雷多附近的一座堡垒测得63毫米雨量。风暴沿途有许多房屋和树木被风刮倒，导致两人受伤，还间接导致一名病人遇难。

### 第二号飓风
一场中等强度飓风从坦皮科附近登陆，据称是在7月7日前进入陆地上空，飓风研究部经评估认为风暴是在7月5日上岸。坦皮科受到气旋重创。

### 第三号热带风暴
7月10日，有热带风暴从小安的列斯群岛南部经过，但由于缺乏文献记载，风暴此外的动向不明。

### 第四号飓风
本季第四个热带气旋又名“圣阿加皮托飓风”（San Agapito Hurricane）和“1851年8月佛罗里达中部大飓风”，最早出现在巴巴多斯以东约1250公里洋面。气旋向西北偏西移动，于8月17日逼近小安的列斯群岛期间达到飓风标准，不久就从安地卡岛和圣基茨岛之间经过，之后再掠过圣克罗伊岛以南海域。8月18日，风暴经过波多黎各南海岸，并且因其规模庞大而对全岛构成影响。次日，飓风登陆多米尼加共和国南海岸，然后在伊斯帕尼奥拉岛上空快速减弱成热带风暴，不过接下来在古巴南侧近海沿海岸线平行移动期间又增至飓风强度。8月20日晚，气旋穿越古巴西部，其间减弱成热带风暴，但又在墨西哥湾东南部增强成飓风，接下来还继续快速强化，于8月23日在彭萨科拉东南偏南方向约345公里海域达到持续风速每小时185公里的最高强度。气旋转向东北，以最高强度从巴拿马城附近上岸，估计此时其气压低至960毫巴（百帕）。风暴加速穿越美国东南部，减弱成热带风暴后于8月25日从北卡罗莱纳州进入大西洋。8月27日，气旋以弱热带风暴强度经过纽芬兰岛，之后便失去踪影。
8月17日，飓风从圣卢西亚附近经过，产生强烈潮汐和大浪。风暴经过期间，波多黎各北部发生洪灾。伊斯帕尼奥拉岛和古巴所受影响缺乏记载。气旋在圣马克产生的风暴潮估计有3.7米高，同海浪共同影响，导致沿海地区被淹，部分地区有半数棉花作物毁于一旦。一艘双桅船因海况恶劣被毁，导致17人丧生，另外还有一人因沉船溺毙。预计风暴期间还有许多船只失踪，所以实际遇难人数可能有数百之多。飓风对海岸沿线构成重创，阿巴拉契科拉仅有两到三幢建筑的屋顶留存，其他全部被狂风摧毁。多格岛灯塔被毁，导致五人死亡。相对远离海岸的塔拉赫西有许多房屋被刮倒，损失总额约为六万美元（1851年美元）。阿拉巴马州也遭受重大破坏，许多农作物和被毁，房屋受损，但总体破坏程度不久佛罗里达州。远至乔治亚州西南部的风速都达到飓风强度，海岸沿线都测得热带风暴强度大风。萨凡纳许多房屋因狂风受损，还有大量树木倒塌。北卡罗莱纳州和弗吉尼亚州都有农田和小型建筑被大风摧毁，有报导认为这是当地30年来破坏最严重的风暴。向北远至马萨诸塞州的剑桥都受到这场风暴破坏。

### 第五号热带风暴
9月13日，北卡罗莱纳州哈特拉斯角（Cape Hatteras）东南方向约360公里洋面出现热带风暴，附近一艘船只的观测报告估计气旋风速为每小时95公里，气象部门认定这也是风暴的最高强度。9月16日，另一艘船在行进至同一位置期间测得相同风速。气象机构据此推断气旋应该是在同一位置保持近三天没有移动，但其完整路径已无从考证。

### 第六号热带风暴
10月16日，佛罗里达州卡纳维拉尔角以东约250公里海域发展出热带风暴。气旋向东北移动并逐渐增强，于10月17日达到风力时速110公里的最高强度。10月18日，风暴略朝东北偏北移动，前进速度也有提升。气旋逐渐减弱，最终于10月19日登陆罗德岛州后消散。

### 其他风暴
8月2日，有报导称坦皮科附近出现飓风，但大西洋飓风官方数据库没有收录。
飓风学者迈克尔·切诺维斯（Michael Chenoweth）经评估认为，11月7日左右，牙买加西部附近有飓风存在，但官方数据库同样没有收录。